# Colonnata
Colonnata je část města Carrara v provincii Massa-Carrara, Toskánsko, Itálie. Nachází se v Apuánských Alpách v nadmořské výšce 532 metrů. V roce 2001 měla 295 obyvatel, uzavírá rokli nad Carrarou, kterou protéká řeka Carrione. Je přístupná pouze po jediné silnici s četnými točkami.

## Historie
Byla založena kolem roku 40 pro těžbu mramoru. Její jméno je odvozeno od kolonie otroků, kteří pracovali pro Římany v kamenolomech. Existenci této kolonie dokládají četné historické a archeologické důkazy. Městečko je místem dělníků z kamenolomů. Leží nad údolím Bacino di Fantiscritti, ve kterém se těží kararský mramor. V okolí Colonnaty je to mramor Carrara Venato, Arabescato, Bardiglio a také Statuario, sochařský mramor.

## Pamětihodnosti

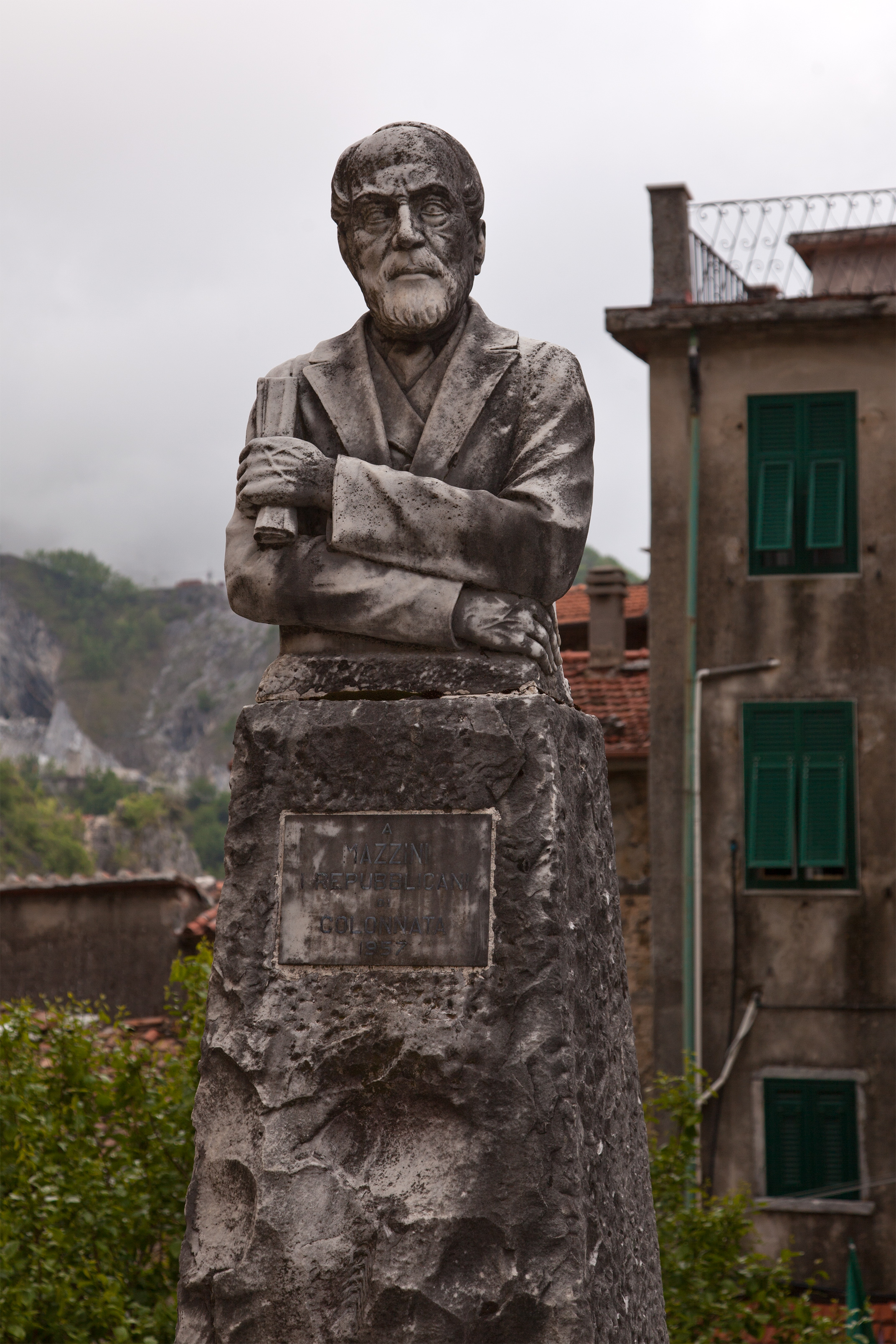
Giuseppe Mazzini Colonnata

Charakter místa je dán jeho polohou uprostřed kamenolomů na mramor v provincii Massa. Budovy, náměstí, chodníky a památky jsou vyrobeny z mramoru. Četné soukromé domy jsou neomítnuté a ukazují fasádní prvky z kararského mramoru. Za vidění stojí:
- Mramorový pomík v obci a hřbitov dělníků zahynulých v kamenolomech.
- Reliéf z mramoru a bronzu v kostele San Bartolomeo von Colonnata, vyhotovený na počest dvacátého výročí smrti papeže Jana XXIII.
- Náměstí Piazza Palestro je celé vydlážděné mramorovými deskami. V roce 1957 zde byl také postaven mramorový pomník italského vlastence Giuseppe Mazziniho.

## Lardo di Colonnata
V Colonnatě nabízejí restaurace, tratorie (malé restaurace) a menší obchody místní specialitu Lardo di Colonnata. Tato obzvláštně vyzrálá, tlustá slanina zraje v mramorové nádobě půl roku. Je docela možné, že se v Colonnatě zaváděly metody konzervování vepřového masa již v římských dobách. Lardo di Colonnata bývala potravou kameníků v lomech, kteří při své tvrdé práci potřebovali silně kalorickou stravu. Dnes je to specialita.

## Horská vesnička Vergheto
Severovýchodně od Colonnaty, 1,5 km od vesnice, leží v nadmořské výšce 840 m opuštěná horská obec Vergheto. V letních měsících bývala obývána dělníky z lomů. Nabízí nádherný panoramatický výhled na okolní hory a kamenolomy na mramor. Do Vergheta a do hor mramorových skal vede turistická trasa číslo 38. Z Vergheta se jde k rozcestí vlevo, kde začíná značená turistická stezka číslo 195. Nejprve je cesta snadná, až k pramenu horské řeky. Odtud je pak již trvalé stoupání. Přijde se na Cima del Vergheto (výška 837 m), pak na Cima d'Uomo (výška 968 m). Dále kolem La Bandita a zpátky do Collonaty. Cesta trvá asi 3 až 4 hodiny, je náročná a vyžaduje dobré boty, nejlépe turistické. Sestup je namáhavý, ale odměnou je nezapomenutelný výhled na kamenolomy mramoru.